# Alma Juventus Fano 1906 2009-2010
Questa pagina raccoglie le informazioni riguardanti l'Alma Juventus Fano 1906 nelle competizioni ufficiali della stagione 2009-2010.

## Rosa
| N. |                      | Ruolo | Calciatore                |
| -- | -------------------- | ----- | ------------------------- |
|    | Italia (bandiera)    | D     | Marco Amaranti            |
|    | Italia (bandiera)    | A     | Alex Ambrosini            |
|    | Italia (bandiera)    | A     | Pierluigi Baldazzi        |
|    | Argentina (bandiera) | C     | Jorge Sebastian Baratteri |
|    | Italia (bandiera)    | A     | Enrico Bartolini          |
|    | Italia (bandiera)    | D     | Francesco Bruno           |
|    | Italia (bandiera)    | D     | Luca Cacioli              |
|    | Italia (bandiera)    | C     | Michele Carbonari         |
|    | Italia (bandiera)    | D     | Lorenzo Del Pinto         |
|    | Italia (bandiera)    | D     | Giovanni Fenuzzi          |
|    | Uruguay (bandiera)   | A     | Walter Alexis Invernizzi  |

| N. |                   | Ruolo | Calciatore                |
| -- | ----------------- | ----- | ------------------------- |
|    | Italia (bandiera) | C     | Ettore Ionni              |
|    | Italia (bandiera) | P     | Filippo Lombardi          |
|    | Italia (bandiera) | C     | Marco Marchetti           |
|    | Italia (bandiera) | C     | Giorgio Marinucci Palermo |
|    | Italia (bandiera) | C     | Alex Misin                |
|    | Italia (bandiera) | C     | Andrea Omiccioli          |
|    | Italia (bandiera) | A     | Cristian Pazzi            |
|    | Italia (bandiera) | A     | Stefano Rubechini         |
|    | Italia (bandiera) | D     | Andrea Savini             |
|    | Italia (bandiera) | D     | Francesco Terrenzio       |
|    | Italia (bandiera) | A     | Kevin Trudo               |